# Sierosław (gromada w powiecie świeckim)
Sierosław – dawna gromada, czyli najmniejsza jednostka podziału terytorialnego Polskiej Rzeczypospolitej Ludowej w latach 1954–1972.
Gromady, z gromadzkimi radami narodowymi (GRN) jako organami władzy najniższego stopnia na wsi, funkcjonowały od reformy reorganizującej administrację wiejską przeprowadzonej jesienią 1954 do momentu ich zniesienia z dniem 1 stycznia 1973, tym samym wypierając organizację gminną w latach 1954–1972.
Gromadę Sierosław z siedzibą GRN w Sierosławiu utworzono – jako jedną z 8759 gromad na obszarze Polski – w powiecie świeckim w woj. bydgoskim, na mocy uchwały nr 24/12 WRN w Bydgoszczy z dnia 5 października 1954. W skład jednostki wszedł obszar dotychczasowej gromady Sierosław ze zniesionej gminy Drzycim, obszar dotychczasowej gromady Zalesie Szlacheckie ze zniesionej gminy Lniano oraz leśniczówka Wydry z dotychczasowej gromady Wierzchy ze zniesionej gminy Osie w tymże powiecie. Dla gromady ustalono 23 członków gromadzkiej rady narodowej.
Gromadę zniesiono 31 grudnia 1959, a jej obszar włączono do gromad Drzycim (wieś Sierosław oraz miejscowości Sierosławek i Wydry) i Lniano (wsie Brzemiona i Zalesie Szlacheckie oraz miejscowość Jakubowo) w tymże powiecie.